# District de Vire
Le district de Vire est une ancienne division territoriale française du département du Calvados de 1790 à 1795.
Il était composé des cantons de Vire, Annay, le Beny, Danvon, la Ferrière au Doyen, Noireau, Pont Farcy, Saint Sever et Vassy.

## Galerie

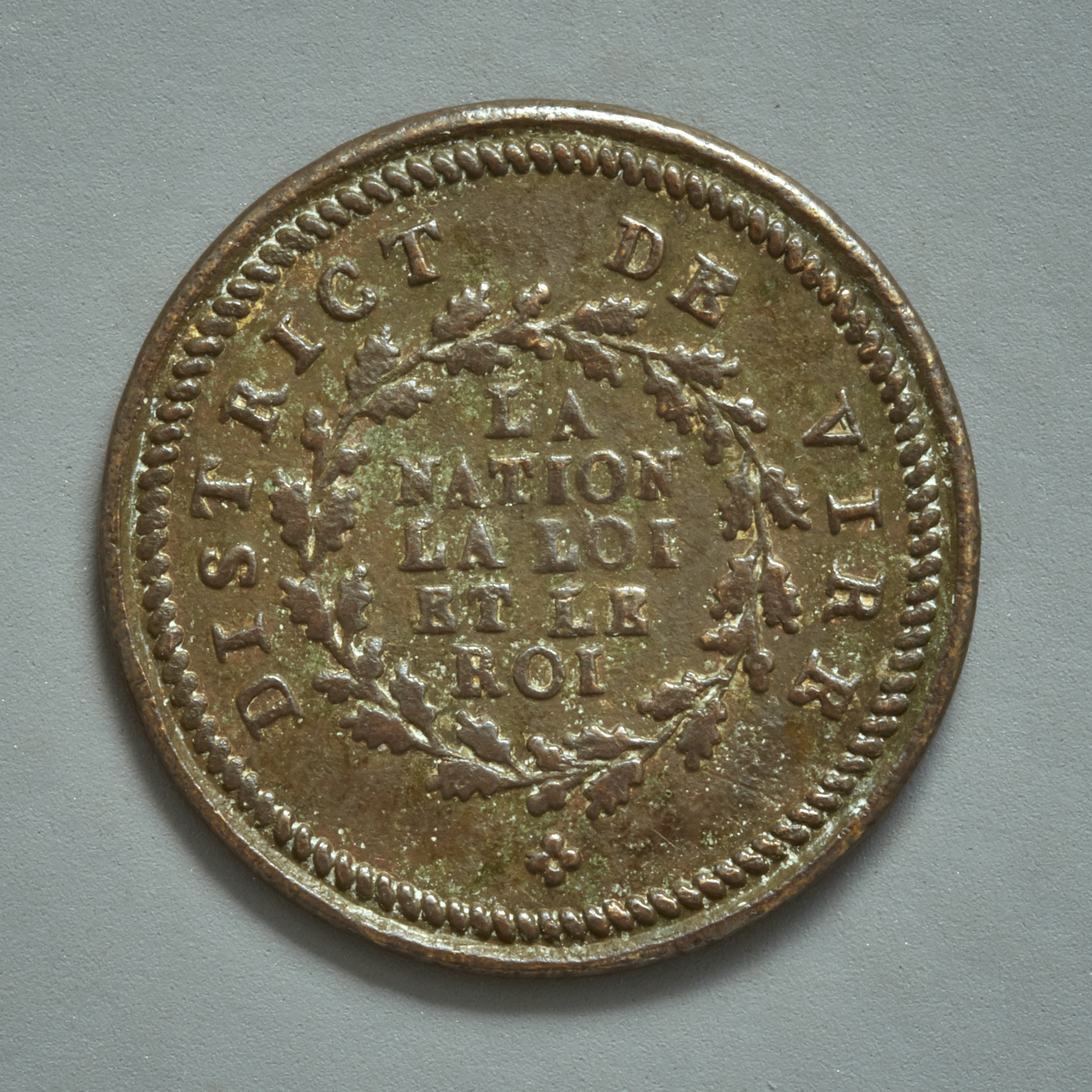
Bouton (musée Carnavalet) :  DISTRICT DE VIRE